# Monsieur Cannibale

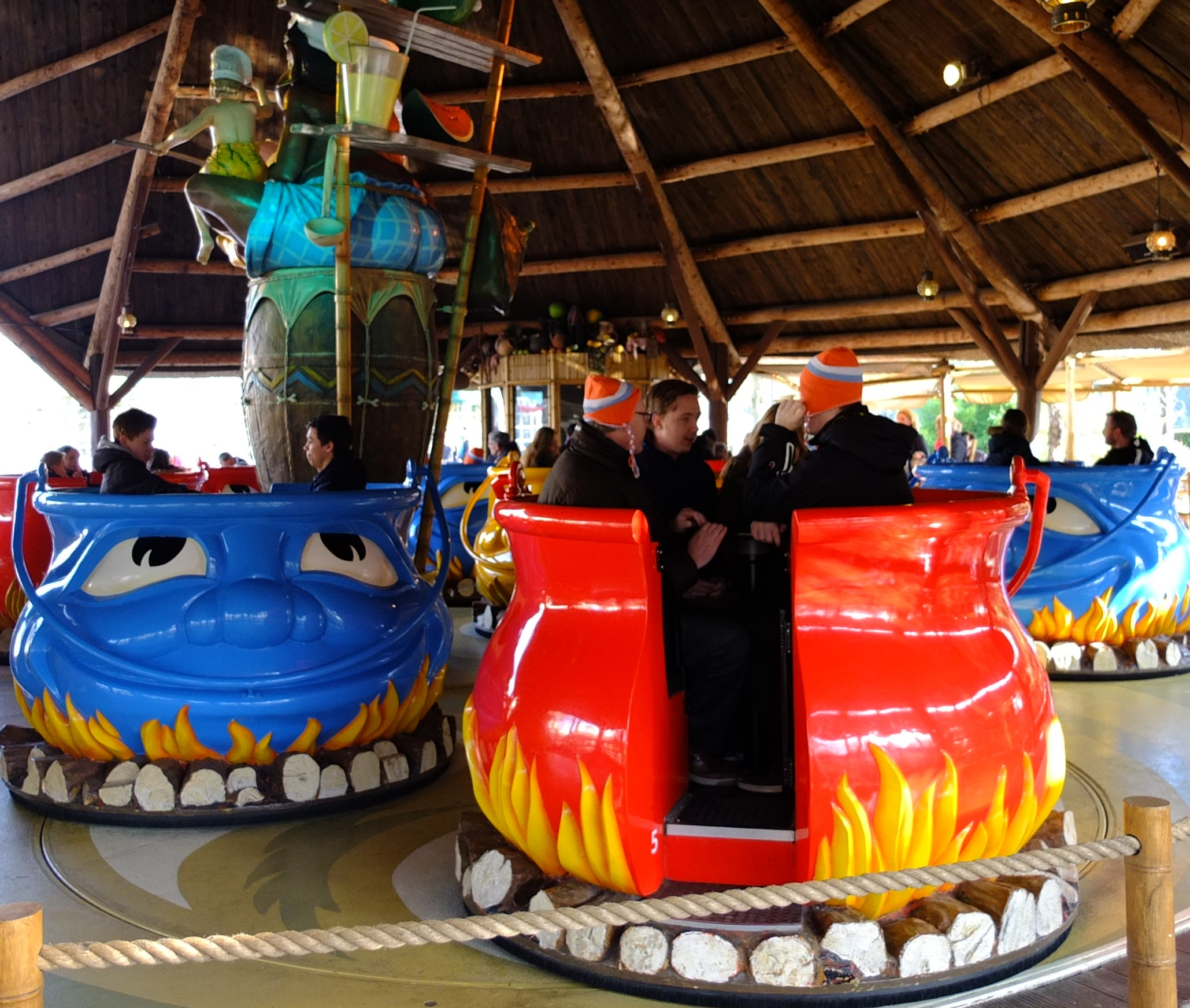

Monsieur Cannibale was tot september 2021 een theekopjesattractie in het Nederlandse attractiepark de Efteling. De attractie bevond zich in het themagebied Reizenrijk.

## Omschrijving
Twaalf 'kookpotten' in de kleuren rood, geel en blauw draaien rond op het oorspronkelijke nummer Monsieur Cannibale, dat werd gecomponeerd door Gérard Gustin en gezongen door Sacha Distel. De zogenoemde theekopjesattractie is ook te vinden in andere parken, waar het vaak ontworpen is als een aantal koffie- of theekopjes rond een theepot. Eftelingontwerper Henny Knoet heeft hier met het kannibalenthema een eigen draai aan gegeven. Opvallend aan de attractie is dat drie 'kookpotten' op één draaischijf staan, waardoor deze alleen ronddraaien zoals bij een draaimolen.

## Geschiedenis
De attractie werd in 1988 geopend. De attractie heeft het eerste jaar zonder de kannibaal gedraaid, die pas in 1989 werd geplaatst in combinatie met een wit koksmaatje. Sinds 2002 was de attractie overdekt met een groot rieten dak, zodat Monsieur Cannibale ook bij slecht weer en in de winter kon functioneren. In 2005 werd een trommelgeluid toegevoegd om het begin en einde van de rit aan te kondigen.
Er is meermalen kritiek geuit op de decoraties, waarbij gesteld werd dat deze aanstootgevende racistische karikaturen zijn. In 2014 schreef een journaliste in The Wall Street Journal onaangenaam te zijn getroffen door Monsieur Cannibale tijdens een bezoek aan de Efteling en wees zij op de koloniale associaties. Ook in latere jaren is tegen de attractie geprotesteerd.
Op 5 september 2021 sloot de attractie om vervangen te worden door de attractie Sirocco. In 2022 werden drie van de kookpotten geplaatst bij Café De Efteling.

## Liedtekst
De liedtekst, die volledig in het Frans was, luidde:
Oh, Monsieur Cannibale / Je n'veux pas mourir / Monsieur Cannibale / Laissez-moi partir.
De tekst is in 1966 geschreven door Maurice Tézé op basis van een reeds bestaand chachacha-nummer onder dezelfde naam. In het Nederlands vertaald gaat het als volgt:
Toen ze hem uit zijn truck zagen stappen, achter Afrikaanse vlinders aan
Beschouwden de kannibalen hem een spion en arresteerden hem onmiddellijk
Hij probeerde met ze te praten in het Engels, Spaans, Portugees en Chinees
Maar toen hij hun kaken open zag gaan, gilde hij van angst

Refrein:
"Oh, Mr Kannibaal
Ik wil niet sterven
Meneer Kannibaal
Laat me gaan"

Hij toonde hen zijn aansteker, zijn pen, zijn horloge en foto's van zijn vrouw
Hij zong voor hen een grote aria van Gounod, liedjes van Adamo, que dalle...
Hij liet ze wat Parijse kranten zien, maar ook daar reageerde niemand op
Uit wanhoop haalde hij tijdschriften vol naakte meisjes tevoorschijn en zei

Refrein

Toen de grote baas deze tijdschriften zag, zag hij al zijn meisjes naakt, hij lachte
Maar in zijn hoofd ontstond een gek idee, een vergezocht idee
In een hut waar zijn harem was sleepte hij de jongen zelf mee
Die, toen hij de vrouwen zo hongerig op zich af zag stormen, schreeuwde

Refrein

Acht dagen lang zat hij opgesloten en moest hij zichzelf tevergeefs delen
En omdat hij al niet zo dik was, viel hij minstens twintig kilo af
Toen de tijd kwam dat de grote baas "Kom op" naar hem gebaarde
"Neem je truck en ga naar huis", riep de arme man "Nooit!"

"Oh, meneer Kannibaal
Ik wil niet weg
Meneer Kannibaal
Ik ga nog liever dood."

## Afbeeldingen

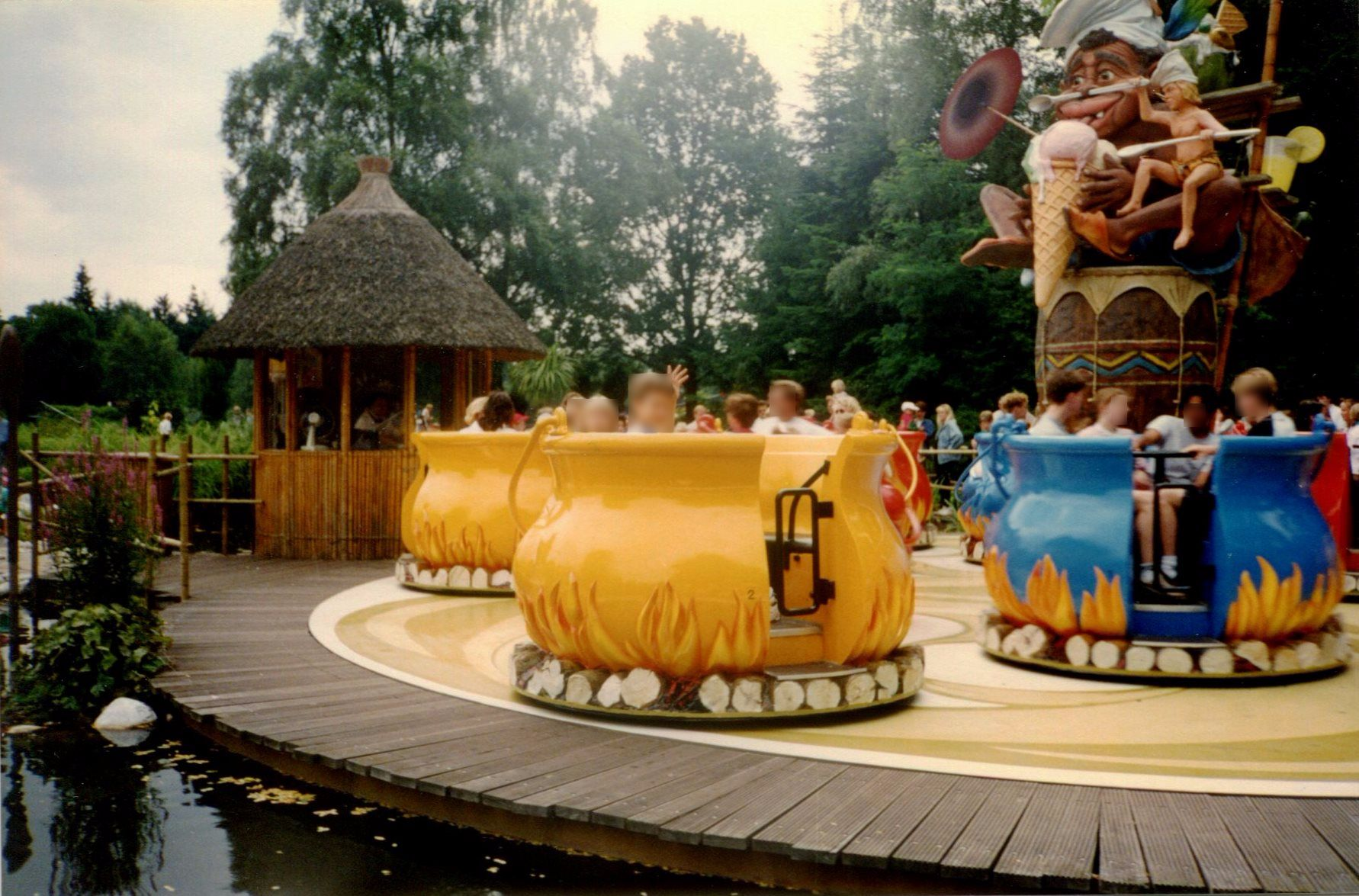
1993
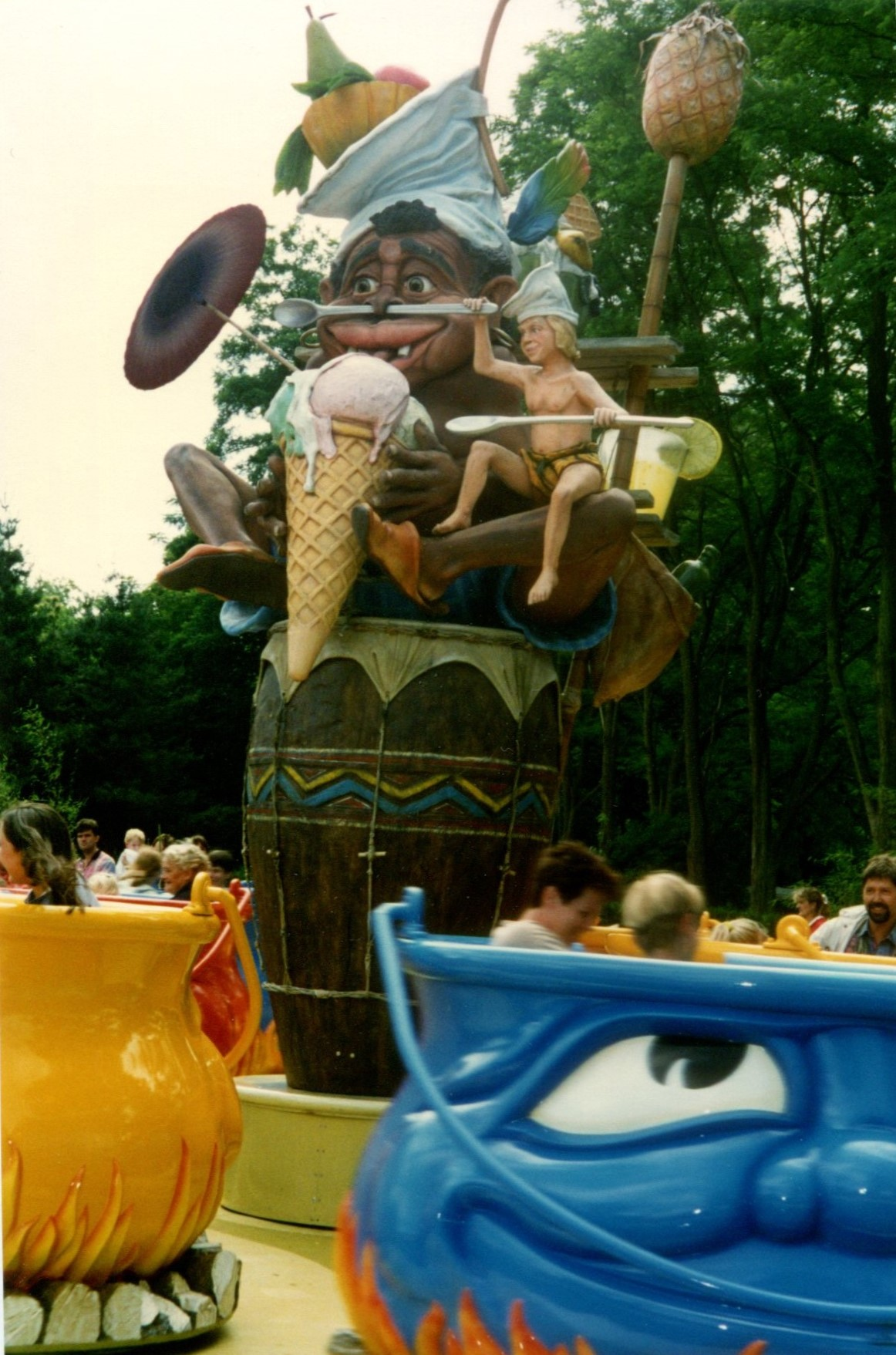
1994
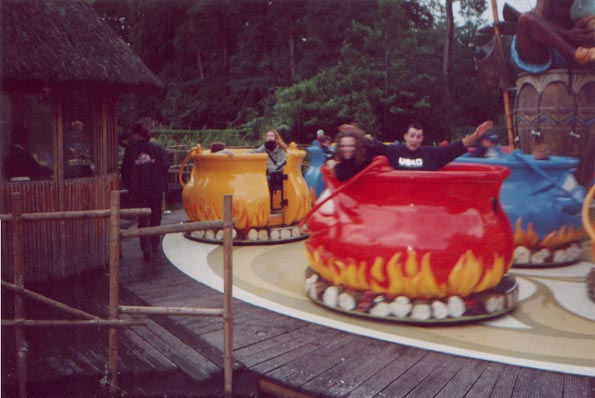
2002; toen de attractie nog niet overdekt was
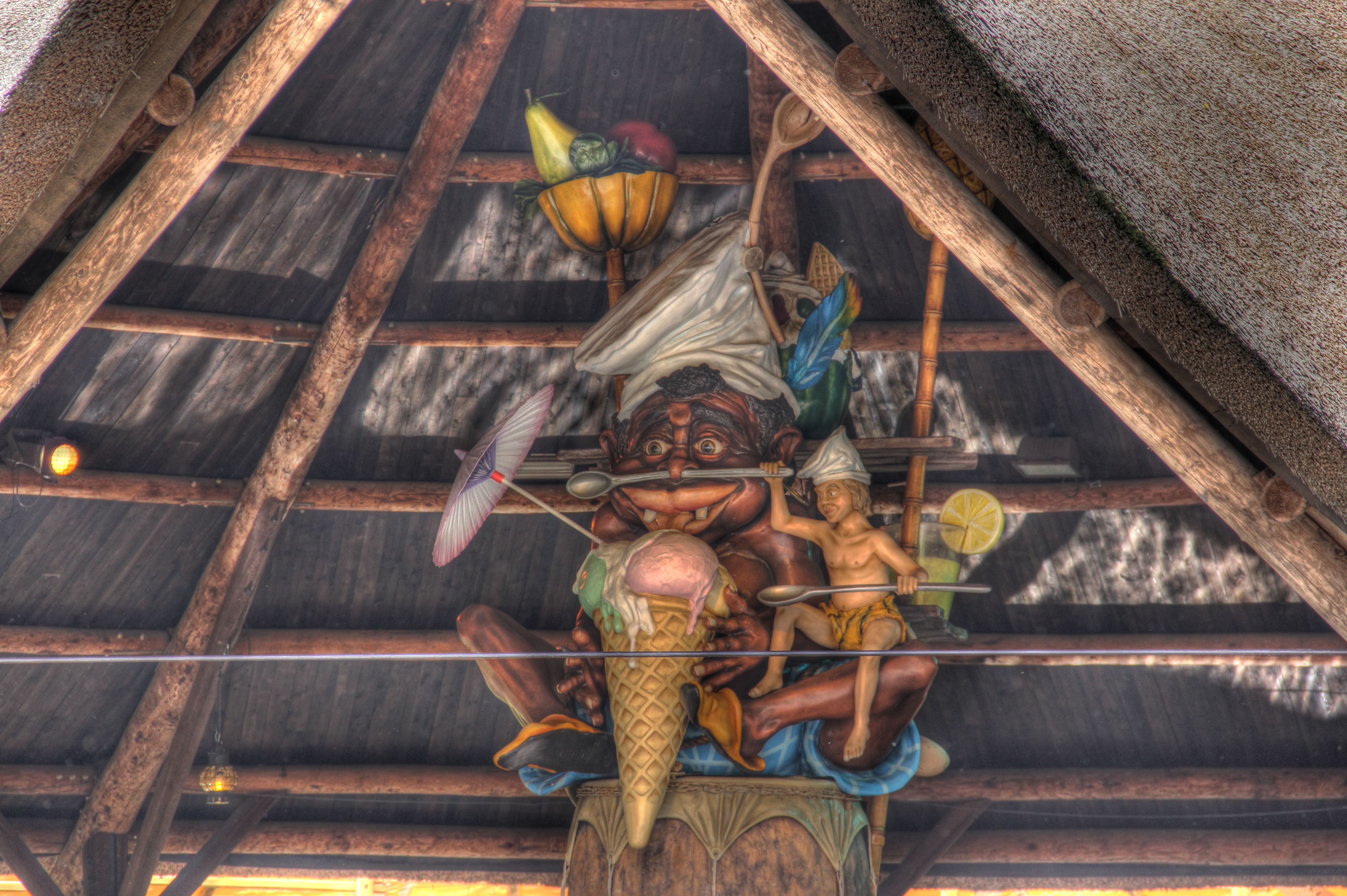
2012